# Spanky Davis
Ronald J. „Spanky“ Davis (* 6. März 1943 in Indianapolis, Indiana; † 23. Oktober 2014 in Manahawkin, New Jersey) war ein US-amerikanischer Jazztrompeter und Bandleader.

## Leben und Wirken
Davis wuchs in Fort Wayne (Indiana) auf; seine Mutter war Musiklehrerin. Er erhielt zunächst ab dem sechsten Lebensjahr Klavierunterricht und begann mit sieben Jahren Trompete zu spielen. Seinen Künstlernamen Spanky erhielt er, als Leute ihm sagten, er würde George „Spanky“ McFarland von den Kleinen Strolchen ähnlich sehen. Mit fünfzehn Jahren hatte er erste professionelle Auftritte und spielte in regionalen Bands in Indiana und später dann in Nebraska und von 1963 bis 1966 in Chicago. Dann kam er mit der Bigband von Howard McGhee erstmals nach New York City, ging dann aber wieder nach Chicago zurück, wo er bis 1978 als Musiker arbeitete.
1979 zog er dauerhaft nach New York, als ihm die Leitung der Jimmy Ryan All Stars, die ursprünglich als Hausband des Jazzclubs Jimmy Ryan’s in New York bis zu dessen Schließung im Jahr 1983 auftraten, von Roy Eldridge übertragen wurde. Die Jimmy Ryan’s All-Stars bestanden bis Ende der 1990er Jahre; Mitglieder waren u. a. Ted Sturgis, Joe Muranyi und Eddie Locke.
Bekannt wurde er insbesondere durch seine Mitgliedschaft in den Bands von Charlie Palmieri (1979), Sam Jones (1979–82) und Machito (1980/81). Anfang der 1980er Jahre arbeitete er mit Dick Meldonian (Plays Gene Roland Music), ferner mit Benny Goodman (1982/83), Al Cohn (1983/84), Bob Haggart (1984/85), Buddy Tate (1986–90), Buck Clayton (1986–92), Vince Giordano (The Goldkette Project 1988), Ruth Brown (1990), Joey DeFrancesco (Where Were You?, 1990), Annie Ross (1991/92) und Frank Sinatra (1991–93), außerdem mit Hayes Kavanaghs New York City Jazz Band.
Davis leitete ab 1986 ein eigenes Quartett, dem Eddie Locke, Richard Wyands und Murray Wall angehörten; von 1984 bis 1991 spielte er bei den reformierten Savoy Sultans. Mitte der 1980er Jahre arbeitete er mit Arvell Shaw als Mitglied dessen Formation Armstrong Legacy. Seit 1997 trat Davis in Chuck Folds’ Band im New Yorker Jazzclub Sweet Basil auf. 1999 wirkte er bei Dan Barretts Album Being a Bear mit.

## Lexikalischer Eintrag
- Richard Cook & Brian Morton: The Penguin Guide to Jazz Recordings, London: Penguin 2006, ISBN 0-14-102327-9. (8. Auflage)
- Leonard Feather, Ira Gitler: The Biographical Encyclopedia of Jazz. Oxford University Press, New York 1999, ISBN 0-19-532000-X.